# Saintes-Maries-de-la-Mer
Saintes-Maries-de-la-Mer (occitanska: Lei Santei Marias de la Mar) är en stad och kommun i departementet Bouches-du-Rhône i regionen Provence-Alpes-Côte d'Azur i sydöstra Frankrike. Kommunen ligger  i kantonen Saintes-Maries-de-la-Mer som ligger i arrondissementet Arles. År 2022 hade Saintes-Maries-de-la-Mer 2 278 invånare. Staden ligger i centrum i det franska området Camargue och är belägen vid Medelhavet.
Platsen där staden ligger har varit bebodd sedan forntiden, men den nämns första gången på 300-talet av geografen Rufus Festus Avienus, som berättar att guden Ra dyrkades i där. Saintes-Maries-de-la-Mer, "De heliga Mariorna av havet", är uppkallad efter en legend, att Maria Magdalena, Maria Salome, Maria Klopas samt följeslagare skulle ha anlänt till platsen med båt, sedan de lämnat Jerusalem efter Jesu korsfästelse. I staden förvaras enligt denna legend deras reliker. Staden är en vallfartsort bland annat för romer som menar att även relikerna av deras helgon Sara La Kali finns där i en kyrka. De firar årligen en festival i staden till Sara La Kalis minne.
Staden ligger vid en lång sandstrand och är nu för tiden en populär turistort med många hotell och restauranger.
Vincent van Gogh har låtit staden stå modell för några av sina berömda målningar, och den har inspirerat Tori Amos till en låt, Mary's of the Sea.

## Befolkningsutveckling
Antalet invånare i kommunen Saintes-Maries-de-la-Mer
Referens:INSEE

## Galleri

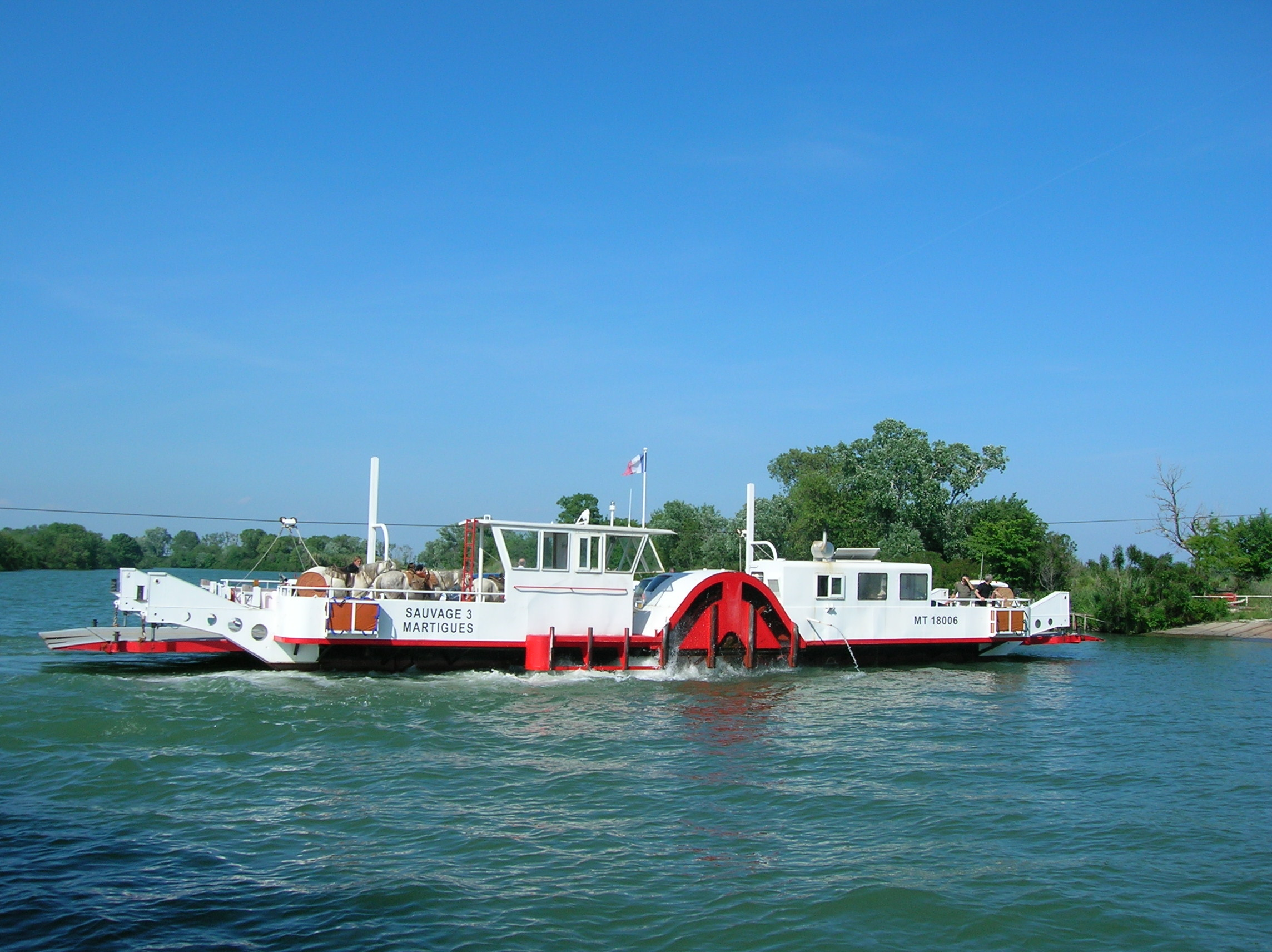
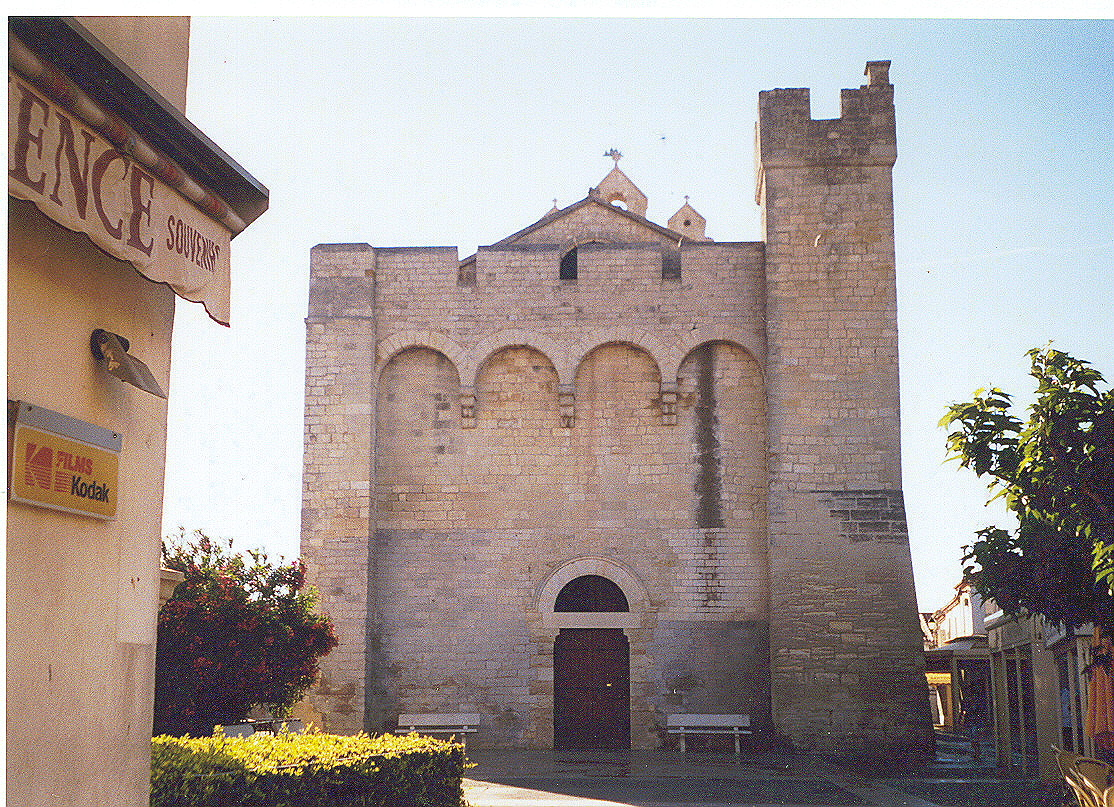
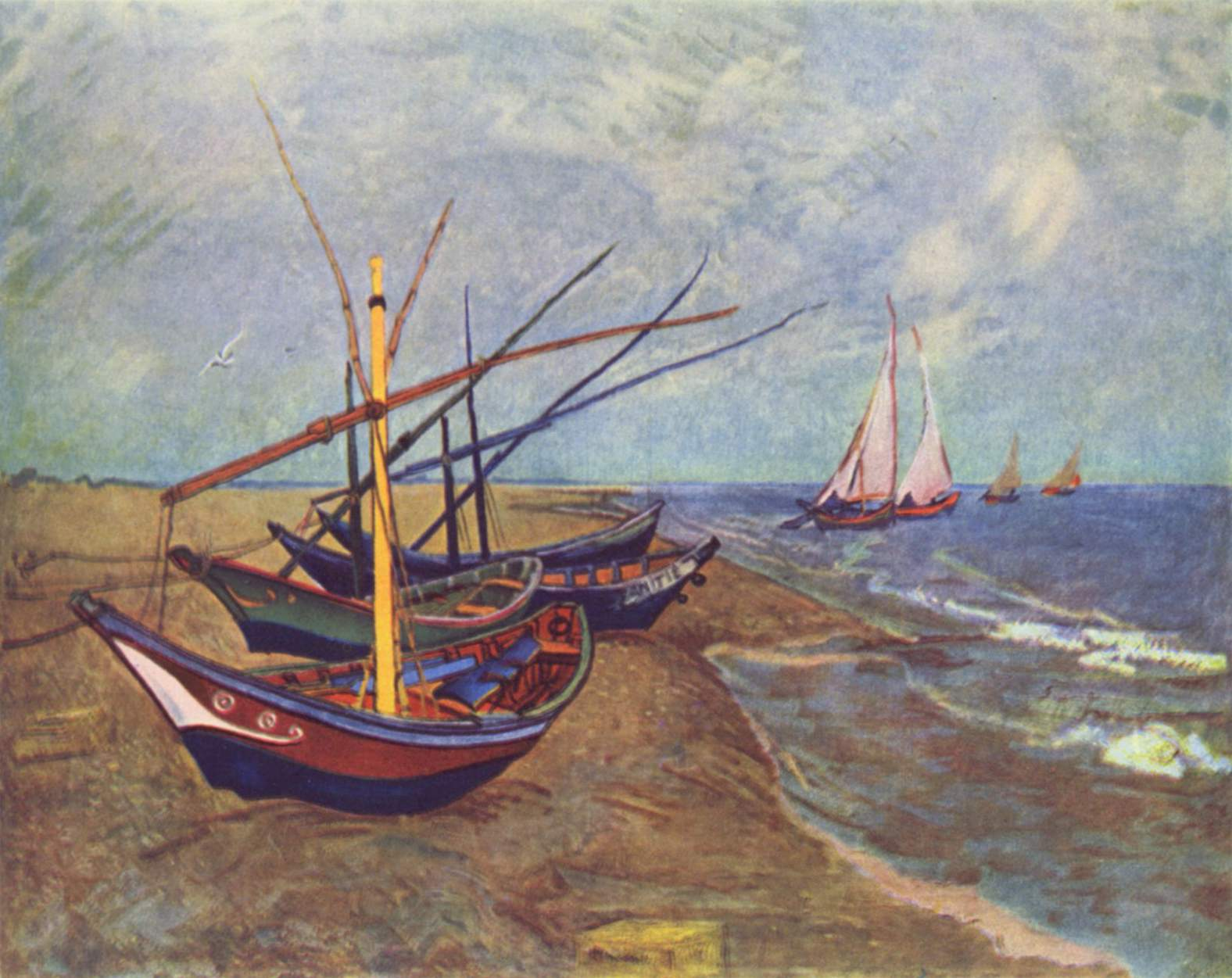
Båtar på stranden vid Saintes-Maries från 1889 av Vincent van Gogh (Van Gogh-museet)
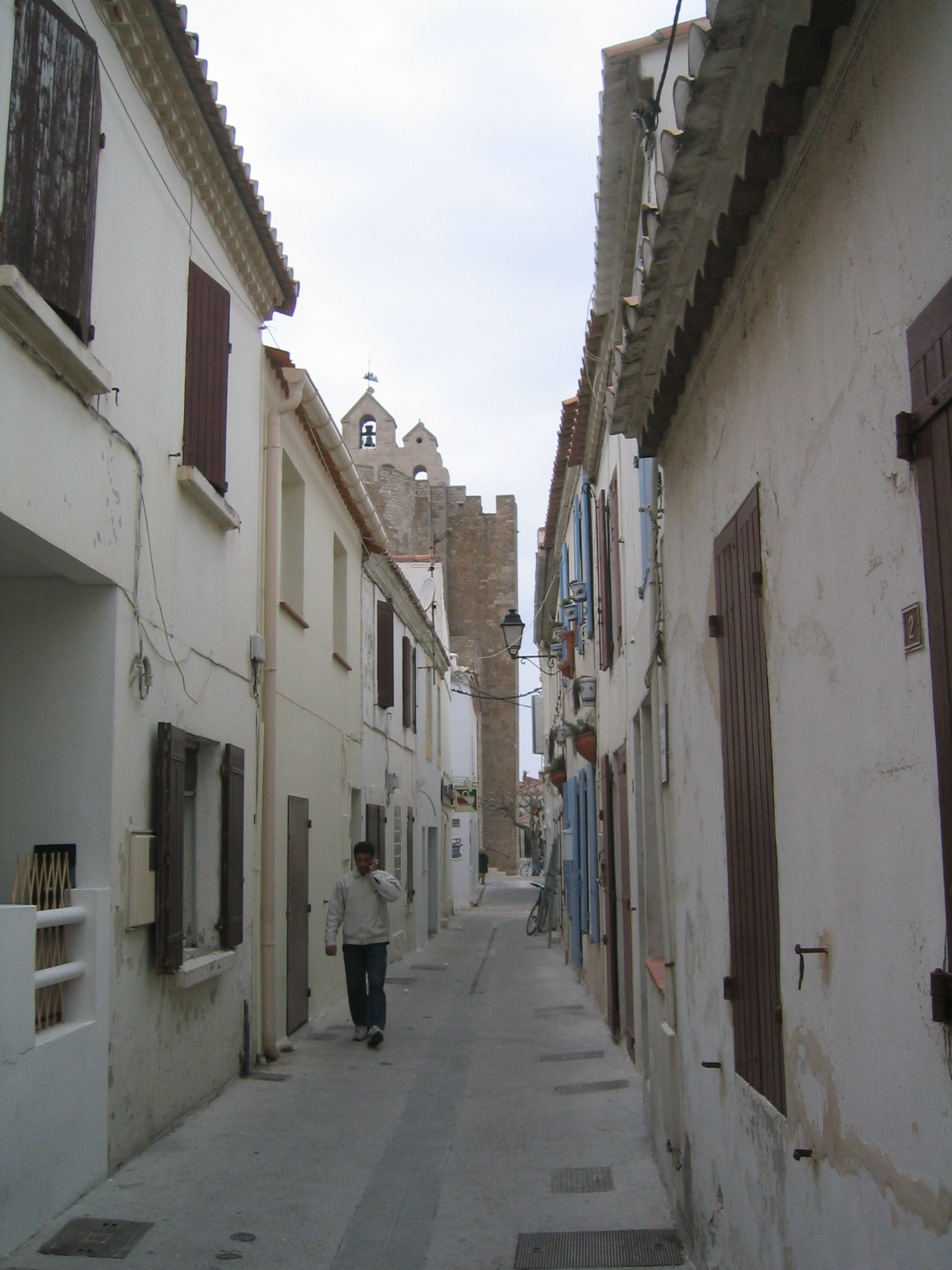
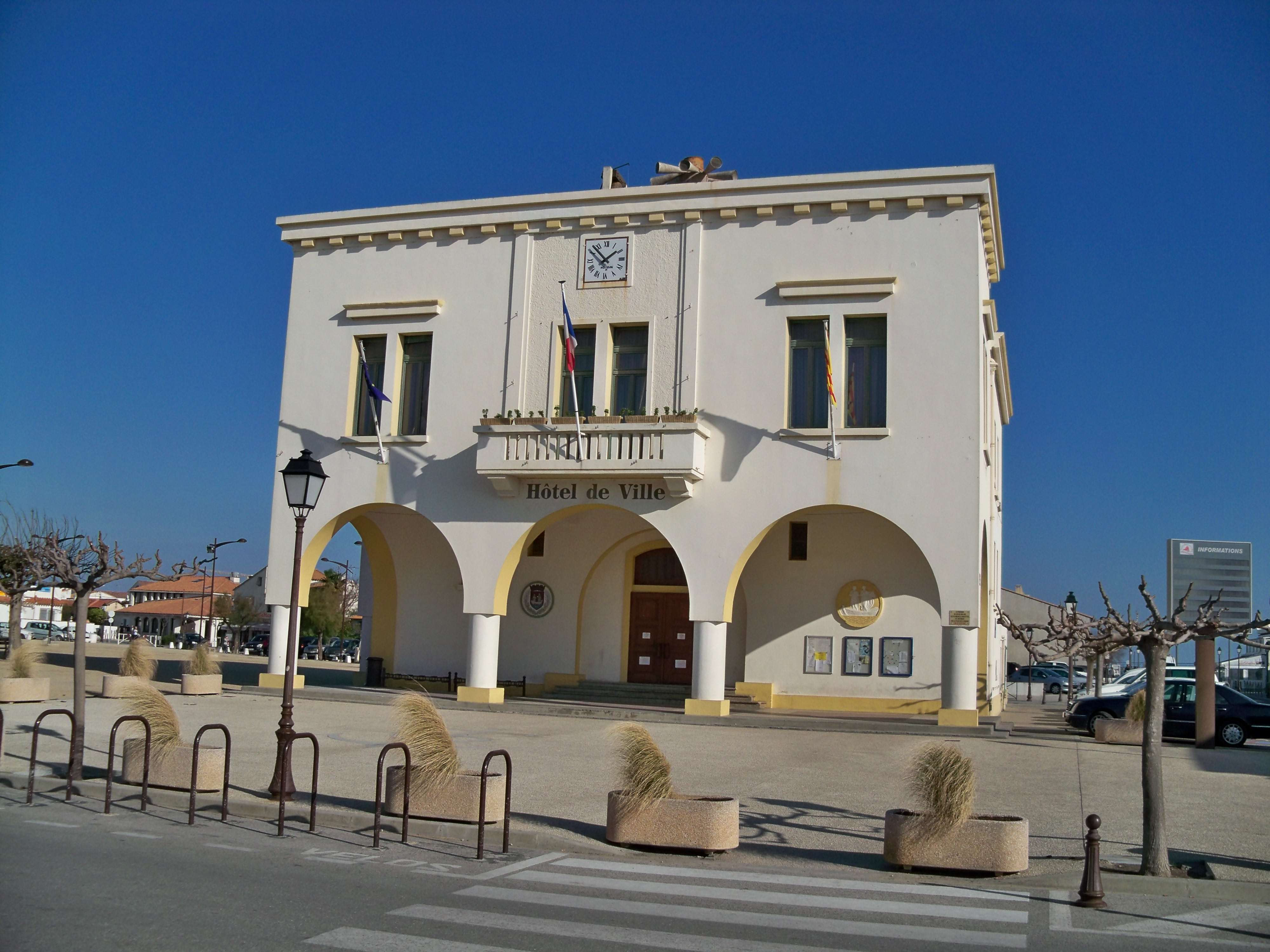
Rådhuset